# Rotala hippuris
Rotala hippuris är en fackelblomsväxtart som beskrevs av Tomitaro Makino. Rotala hippuris ingår i släktet Rotala och familjen fackelblomsväxter. Inga underarter finns listade i Catalogue of Life.

## Bildgalleri

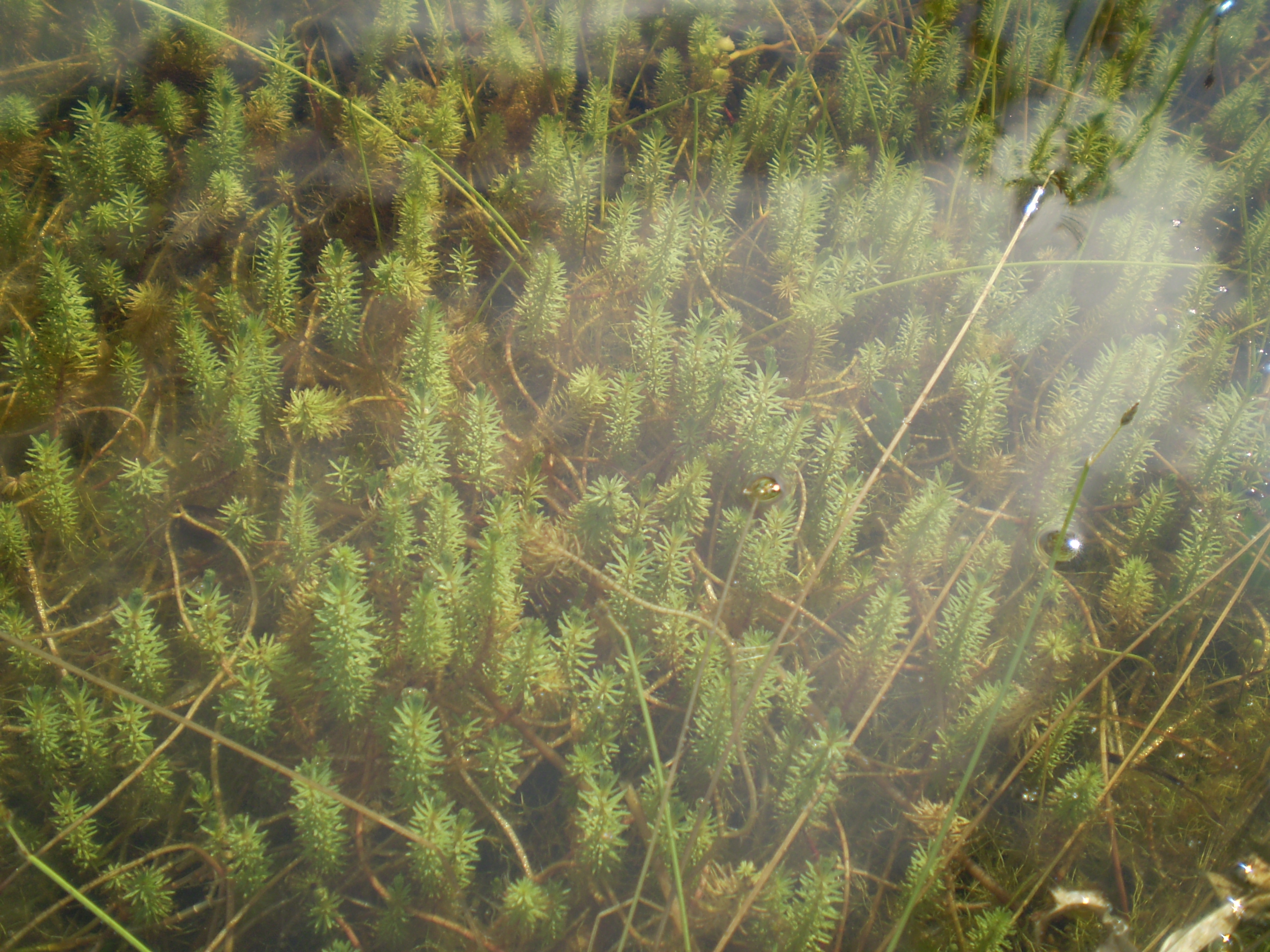